# 阿萨雷
阿萨雷是巴西塞阿拉州的一个市镇。总面积1116.32平方公里，总人口21828人，人口密度19.6人/平方公里。